# Dominic Toninato
Dominic Toninato, född 9 mars 1994, är en amerikansk professionell ishockeyforward som spelar för Winnipeg Jets i NHL.
Han har tidigare spelat på NHL-nivå för Florida Panthers och Colorado Avalanche och på lägre nivåer för  Springfield Thunderbirds, Colorado Eagles och San Antonio Rampage i AHL, Minnesota Duluth Bulldogs (University of Minnesota Duluth) i NCAA och Fargo Force i USHL.
Toninato draftades i femte rundan i 2012 års draft av Toronto Maple Leafs som 126:e spelare totalt.

## Statistik
| 2009–2010   | Duluth East High School   |             | 25  | 4  | 7  | 11 | 6   | 3  | 3 | 2 | 5 | 0 |
| 2010–2011   | Team North                |             | 21  | 8  | 7  | 15 | 8   | 3  | 3 | 1 | 4 | 4 |
|             | Duluth East High School   |             | 23  | 24 | 27 | 51 | 12  | 3  | 3 | 3 | 6 | 0 |
| 2011–2012   | Team North                |             | 21  | 9  | 14 | 23 | 28  | 3  | 1 | 1 | 2 | 2 |
|             | Duluth East High School   |             | 25  | 27 | 43 | 61 | 28  | 3  | 3 | 3 | 6 | 4 |
|             | Fargo Force               | USHL        | 4   | 1  | 0  | 1  | 2   | —  | — | — | — | — |
| 2012–2013   | Fargo Force               | USHL        | 64  | 29 | 41 | 70 | 50  | 13 | 3 | 3 | 6 | 6 |
| 2013–2014   | Minnesota Duluth Bulldogs | NCAA        | 35  | 7  | 8  | 15 | 51  | —  | — | — | — | — |
| 2014–2015   | Minnesota Duluth Bulldogs | NCAA        | 34  | 16 | 10 | 26 | 58  | —  | — | — | — | — |
| 2015–2016   | Minnesota Duluth Bulldogs | NCAA        | 40  | 15 | 6  | 21 | 36  | —  | — | — | — | — |
| 2016–2017   | Minnesota Duluth Bulldogs | NCAA        | 42  | 16 | 13 | 29 | 30  | —  | — | — | — | — |
| 2017–2018   | Colorado Avalanche        | NHL         | 37  | 0  | 2  | 2  | 12  | —  | — | — | — | — |
|             | San Antonio Rampage       | AHL         | 31  | 7  | 5  | 12 | 24  | —  | — | — | — | — |
| 2018–2019   | Colorado Avalanche        | NHL         | 2   | 1  | 0  | 1  | 0   |    |   |   |   |   |
|             | Colorado Eagles           | AHL         | 57  | 14 | 15 | 29 | 43  | 4  | 0 | 2 | 2 | 2 |
| NHL totalt  | NHL totalt                | NHL totalt  | 39  | 1  | 2  | 3  | 12  | —  | — | — | — | — |
| AHL totalt  | AHL totalt                | AHL totalt  | 88  | 21 | 20 | 41 | 67  | 4  | 0 | 2 | 2 | 2 |
| NCAA totalt | NCAA totalt               | NCAA totalt | 151 | 54 | 37 | 97 | 175 | —  | — | — | — | — |
| USHL totalt | USHL totalt               | USHL totalt | 68  | 30 | 41 | 71 | 52  | 13 | 3 | 3 | 6 | 6 |